# اولکن-کاروی
اولکن-کاروی (به قزاقی: Ulken-Karoy) یک دریاچه آب شور و دریاچه در قزاقستان است که در دشت ایشیم واقع شده‌است.